# David G. Chandler
David G. Chandler (15 janvier 1934 – 10 octobre 2004) est un historien britannique dont les travaux sont axés sur la période napoléonienne.

## Biographie
Au début de sa vie active, il sert brièvement dans l'armée, atteignant le grade de capitaine et, par la suite, enseigne à l'Académie royale militaire de Sandhurst.
Selon la notice nécrologique publiée dans le quotidien The Daily Telegraph, ses « comptes rendus détaillés des batailles de Napoléon » (son livre The Campaigns of Napoleon) sont « peu susceptibles d'amélioration, en dépit d'une légion de rivaux ».
Il est également l'auteur d'une biographie militaire de John Churchill (1er duc de Marlborough) et de L'art de la guerre à l'époque de Marlborough.

## Publications
- 1966 – The Campaigns of Napoleon. New York: Macmillan.  (ISBN 978-0297748304)
- 1973 – Napoleon. Barnsley, UK: Pen & Sword.  (ISBN 978-0850527506)
- 1979 – Dictionary of the Napoleonic Wars. New York: Macmillan.  (ISBN 978-0025236707)
- 1979 – Marlborough as Military Commander. London: Batsford.  (ISBN 978-0713420753)
- 1980 – Atlas of Military Strategy: The Art, Theory and Practice of War, 1618–1878. London: Arms & Armour.  (ISBN 978-0853681342)
- 1981 – Waterloo: The Hundred Days. Oxford: Osprey.  (ISBN 978-0540011704)
- 1987 – Napoleon's Marshals (ed.). New York: Macmillan.  (ISBN 978-0029059302)
- 1987 – The Military Maxims of Napoleon (ed.). London: Greenhill.  (ISBN 978-1853675126)
- 1987 – The Dictionary of Battles (ed.). London: Ebury Press.  (ISBN 978-0852236871)
- 1989 – Battles and Battlescenes of World War Two. New York: Macmillan.  (ISBN 978-0028971759)
- 1990 – The Illustrated Napoleon. London: Greenhill.  (ISBN 978-1853670862)
- 1990 – Austerlitz, 1805: Battle of the Three Emperors (Osprey Military Campaign). London: Osprey.  (ISBN 978-0850459579)
- 1990 – The Art of Warfare in the Age of Marlborough. Staplehurst, UK: Spellmount.  (ISBN 978-0946771424)
- 1993 – Jena 1806: Napoleon destroys Prussia Osprey Publishing.  (ISBN 978-1855322851)
- 1994 – On the Napoleonic Wars. London: Greenhill.  (ISBN 978-1853671586)
- 1994 – The Oxford Illustrated History of the British Army. (ed.). Oxford: University Press.  (ISBN 978-0198691785)
- 1994 – The D-Day Encyclopedia. (ed.). Upper Saddle River, NJ:  (ISBN 978-0132036214)